# Lepidosiren paradoxa
Cá phổi Nam Mỹ (tên khoa học: Lepidosiren paradoxa) là loài cá phổi duy nhất được tìm thấy trong các đầm lầy và vùng nước chảy chậm của Amazon, Paraguay, và hạ lưu sông Paraná ở Nam Mỹ. Đáng chú ý như là một loài cá thở không khí bắt buộc, nó là thành viên duy nhất của chi Lepidosiren cũng như của họ Lepidosirenidae. Tương đối ít thông tin về loài cá này. Các tên gọi thông thường khác trong tiếng Anh là American mud-fish (cá bùn Mỹ) và scaly salamanderfish (cá kỳ giông vảy). Trong tiếng Bồ Đào Nha, nó còn được gọi là piramboia, pirarucu-bóia, traíra-bóia, và caramuru.

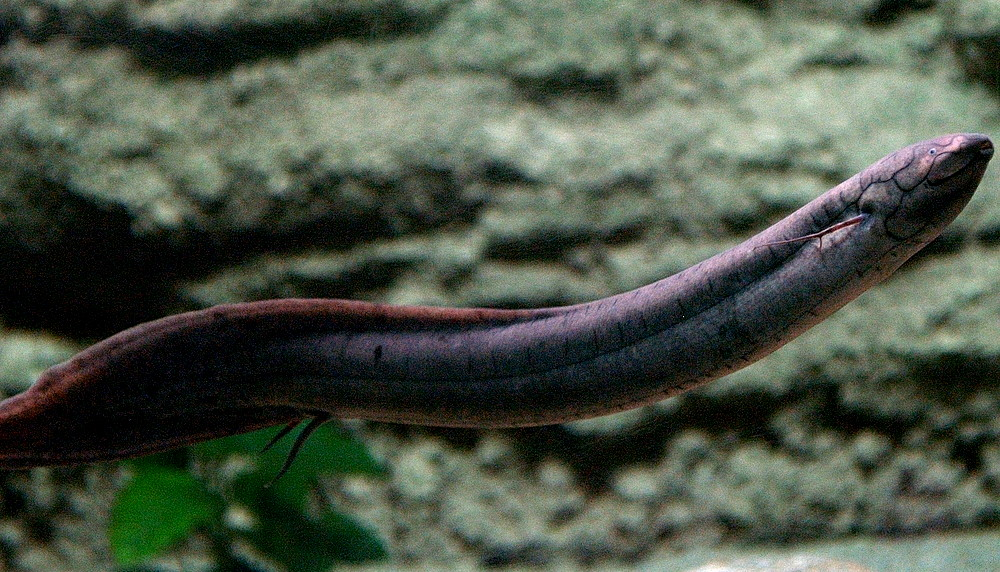

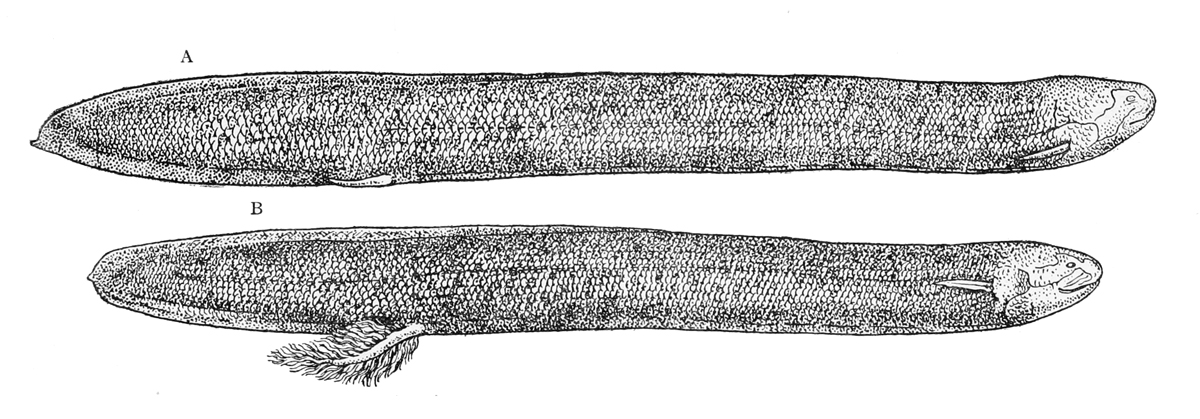
A cái, B đực

Lepidosiren paradoxa chưa trưởng thành ăn côn trùng và ấu trùng ốc, trong khi cá trưởng thành ăn tạp, bổ sung thêm tảo và tôm tép vào khẩu phần ăn của chúng, nghiền nát chúng bằng những tấm răng được khoáng hóa mạnh. Môi trường sống bình thường của cá biến mất trong mùa khô, vì vậy nó chui sâu vào bùn và tạo ra một khoang có chiều sâu khoảng 30–50 cm, để lại một vài lỗ trên bề mặt để lấy không khí. Trong thời gian ngủ hè này, chúng tạo ra một lớp chất nhầy giữ độ ẫm, và làm chậm sự trao đổi chất của chúng xuống rất nhiều.